# CRフィーバーパワフルパレス
『CRフィーバーパワフルパレス』は、2010年に発売されたSANKYOのデジパチタイプのパチンコ台である。

## モード
多彩な演出が楽しめるパレスモードと、過去のシリーズのリーチ演出が楽しめるクラシックモード、一発告知の発生率が高いクラシックモード（沖縄ver.）の3つから選べる。

## スペック

### CR フィーバーパワフルパレス ST9A
- 大当たり
  - （低確率）：1/152.4
  - （高確率）：15.24
- 賞球数：3（上始動口、下始動口） & 10（普通入賞口） & 13（大入賞口）
- ラウンド：7ラウンド or 14ラウンド or 16ラウンド
- カウント：8カウント
- 大当たりの確変割合：100/100（100%、ST9回転）
- リミット：なし
- 時短（小当たりのみ高確率状態）
  - 電チューサポートがない状態での大当たりの場合、ST終了後10回転 or 30回転 or 50回転 or 90回転
  - 電チューサポートがある状態（ST、時短中）での大当たりの場合、ST終了後30回転 or 50回転 or 90回転